# Suan Luang
Suan Luang (tiếng Thái: สวนหลวง) là một trong 50 quận (khet) of Bangkok, Thái Lan. Quận này giáp các quận khác của Bangkok (từ phía bắc theo chiều kim đồng hồ): Bang Kapi, Saphan Sung, Prawet, Phra Khanong và Watthana.

## Lịch sử
Suan Luang đã là một phó huyện thuộc huyện Phra Khanong. Khi huyện Phra Khanong được tách ra thành các huyện nhỏ hơn vào ngày 9 tháng 11 năm 1989, Suan Luang đã trở thành huyện Prawet mới. Ngày 14 tháng 1 năm 1994, Suan Luang đã được nâng lên thành quận, được sáp nhập vào khu vực từng thuộc phó huyện Suan Luang cùng với các khu vực từ Prawet và Watthana.

## Hành chính
Quận này được chia thành 1 phó quận (kwaeng).
| 1. | Suan Luang   | สวนหลวง |  |
| 2. | On Nut       | อ่อนนุช   |  |
| 3. | Phatthanakan | พัฒนาการ |  |